# Potamorhina latior
Potamorhina latior is een straalvinnige vissensoort uit de familie van de brede zalmen (Curimatidae). De soort is voor het eerst wetenschappelijk beschreven in 1829 door Johann Baptist von Spix (postuum) en Louis Agassiz, onder de naam Anodus latior. Johann Baptist von Spix had ze verzameld tijdens zijn reis door Brazilië van 1817 tot 1820. Het is een zoetwatervis die voorkomt in het Amazonebekken.